# Ledňáček posvátný
Ledňáček posvátný (Todiramphus sanctus) je středně velký druh ledňáčka, který obývá mangrovy, lesy, křovinaté oblasti a říční údolí v Austrálii, na Novém Zélandu, Nové Kaledonii a na některých dalších pacifických ostrovech. Jedná se o jediného tažného zástupce australo-pacifického rodu ledňáčků Todiramphus.

## Systematika a rozšíření
Druh byl zaznamenán již v době druhé plavby Jamese Cooka a exemplář byl dokonce v dubnu roku 1773 odchycen v novozélandském Dusky Sound. Formální popis však obstarali až přírodovědci Nicholas Aylward Vigors a Thomas Horsfield v roce 1827 na základě jedince z Nového Holandska. Druhové jméno sanctus v latině znamená „posvátný“. Původ druhového jména patrně souvisí s tím, že ledňáčci byli některými domorodými tichomořskými kulturami považováni za posvátné pro jejich zvyk obývat marae a hřbitovy, pročež je nebylo dovoleno odchytnout nebo zabít. Podle jiné polynéské tradice měli ledňáčci moc nad vlnami a oceánem. Ledňáček posvátný utváří 5 poddruhů s následujícím rozšířením:
- T. s. sanctus (Vigors & Horsfield, 1827) – od Austrálie po východní Šalomounovy ostrovy;
- T. s. vagans (Lesson, RP, 1828) – ostrov Lorda Howa, Nový Zéland (Severní, Jižní a Stewartův ostrov; též Kermadekovy ostrovy);
- T. s. norfolkiensis (Tristram, 1885) – ostrov Norfolk;
- T. s. canacorum (Brasil, 1916) – Grande Terre a Ile des Pins (Nová Kaledonie);
- T. s. macmillani (Mayr, 1940) – ostrov Loyalty (Nová Kaledonie).

Novozélandský poddruh se v jazyce domorodých Maorů označuje jako kōtare.

## Popis

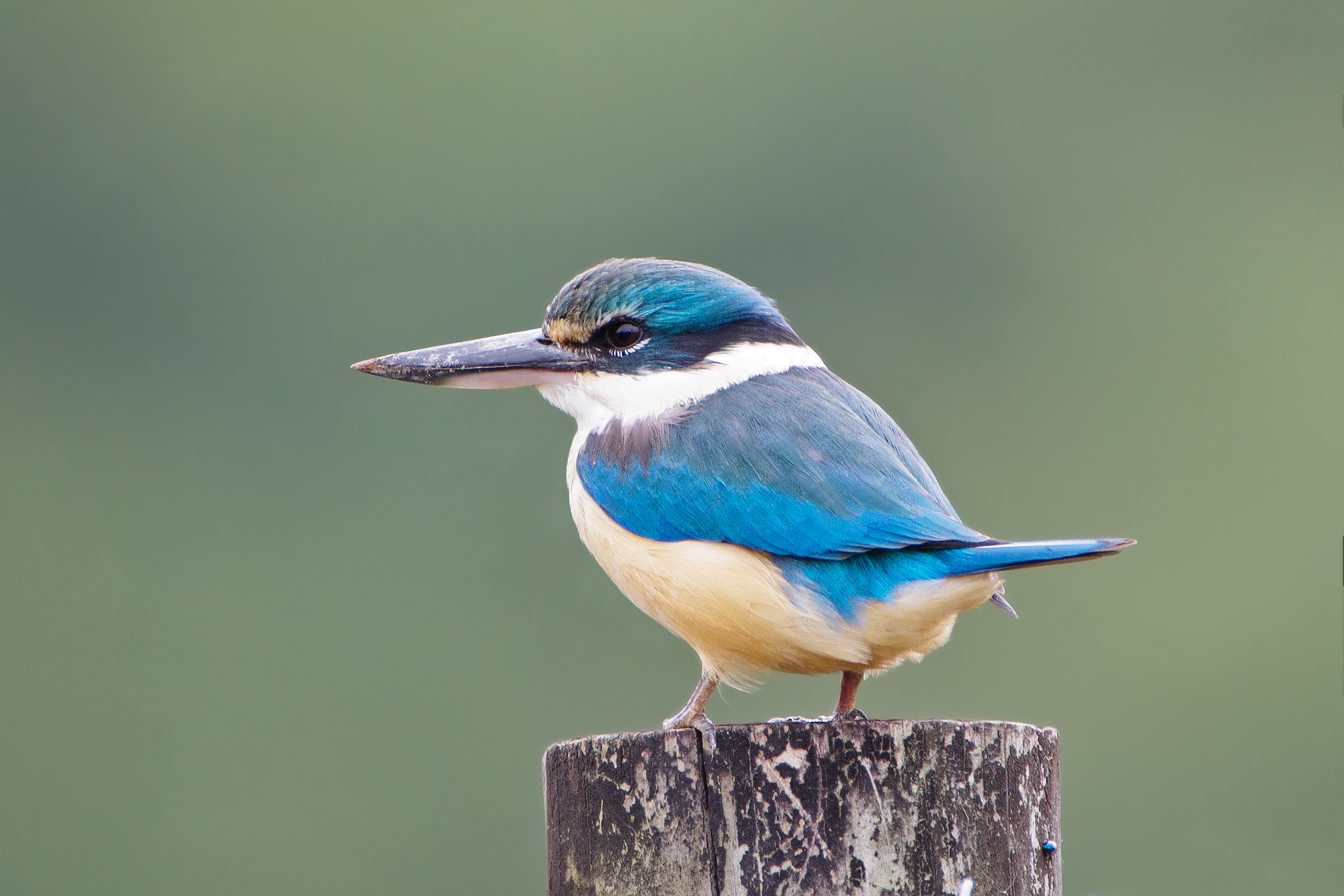
Ledňáček posvátný (Queensland, Austrálie)

Tento středně velký druh ledňáčka dosahuje délka těla kolem 25 cm a váhy 65 g. Korunka a hřbet jsou tmavě zelenomodré až zelenočerné. Spodina je krémová, občas jemně nažloutlá, naoranžovělá až nahnědlá. Stejnou barvu má i tlustý krční límec u dospělců, se spojuje na šíji. Načernalý oční proužek je tlustý a vede od uzdičky po příuší. Nad očima je nenápadná žlutohnědá tenká podélná skvrna. Zobák je široký, silný, černý se světlým podélným proužkem podél spodní strany spodního zobáku. Duhovky jsou tmavě hnědé, nohy šedé nebo oranžovohnědé. Pohlavní dimorfismus je jen nevýrazný – samice mají horní část těla zelenější a bledší. Nedospělí jedinci mají bledší zbarvení, jejich krční límec je hnědě flekován.

## Biologie

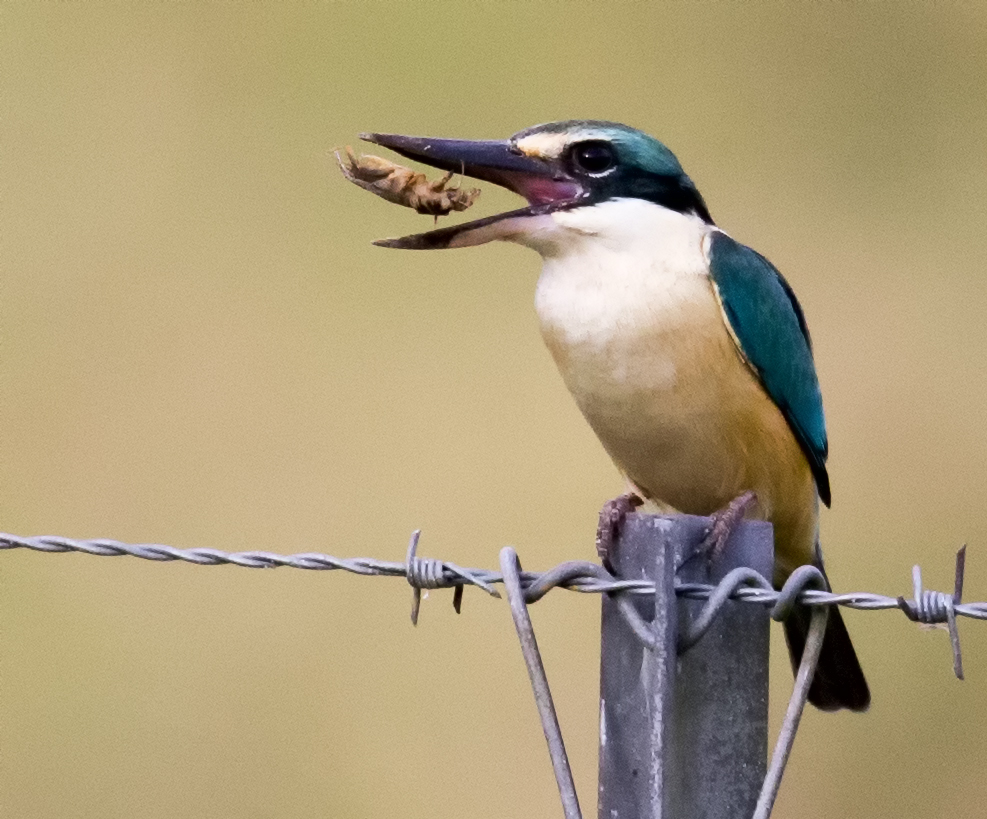
Ledňáček posvátný s potravou (Austrálie)

Stanoviště druhu jsou velmi rozmanitá. Vyskytuje se v podstatě v jakékoliv otevřenější, alespoň částečně zalesněné krajině, podél potoků, nádrží a dalších vodních ploch. Má rád i mangrovy. Jedná se o jediného tažného zástupce rodu Todiramphus – všichni ostatní ledňáčci z toho rodu jsou stálí. Nemigrují všechny populace. Novozélandská populace migruje pouze lokálně, když ledňáčci hnízdící ve vnitrozemí se na zimu stahují k pobřeží. Australská populace je převážně tažná. Hlavně populace z jižní Austrálie, kde jsou v zimě relativně nízké teploty, migruje zazimovat na sever Austrálie i dále na nedaleké ostrovy jako je Nová Guiena, Sumatra nebo Borneo. Vyskytuje se většinou samostatně nebo v páru. Vydává pronikavé kontaktní volání kek-kek-kek-kek.

### Potrava
Ledňáčka posvátného lze typicky zahlédnout, jak vyčkává na bidlu (větev stromu, kůl plotu aj.) a vyhlíží kořist. V oblibě má hlavně sloupy vysokého napětí v oblasti wattového pobřeží. Jakmile spatří svou kořist, snese se na ni a typicky bez přistání ji nabere do zobáku a vrátí se na bidlo, aby ji pozřel. V případě větší kořisti jako je krab, ještěrka, menší rybka nebo jiný menší obratlovec s ní může několikrát silně třísknout o bidlo. Vedle takovéto větší kořisti se živí hlavně většími bezobratlými jako jsou cikády, žížaly, vosy, brouci, pavouci, vážky, malí ptáci a na Novém Zélandu wety. Ledňáček posvátný dovede složení svého jídelníčku dobře přizpůsobit potravní nabídce. Na wattovém pobřeží nejčastěji požírá kraby, u sladkovodních ploch pulce, v zemědělské krajině žížaly apod.

### Hnízdění

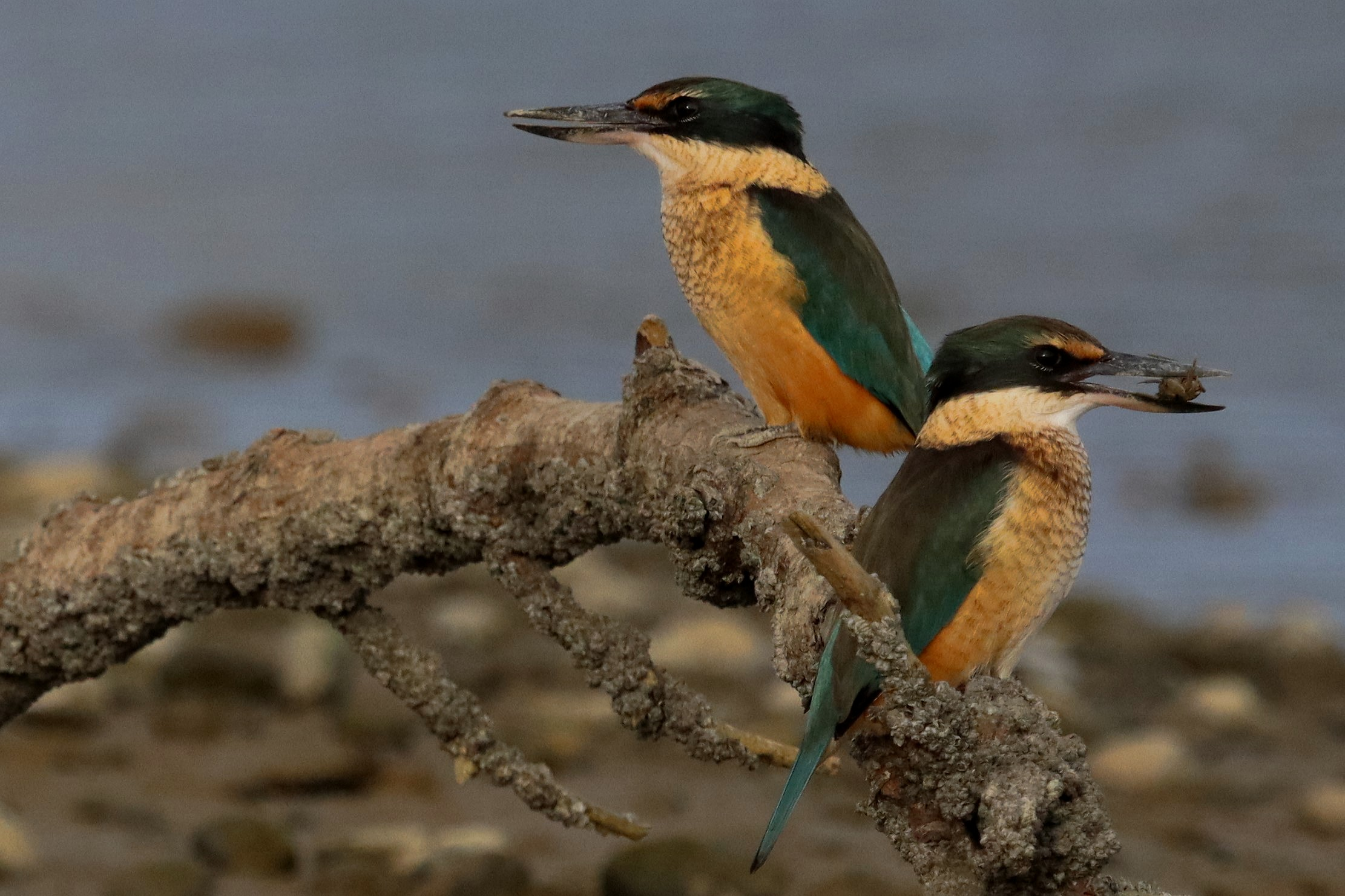
Pár ledňáčků posvátných (Nový Zéland)

Na Novém Zélandu dochází k zahnízdění od října do ledna. Hnízdo si staví ve ztrouchnivělých kmenech stromů, ve stromových dutinách po uhnilé větvi, v říčních březích či přímořských srázech. V Austrálii může zahnízdit i v termitištích. Hnízdo bývá postaveno na konci mírně stoupající dutiny, kterou si ledňáček vydlabe svým zobákem, zatímco nohama odhrabává zeminu. Samice klade 3–7, nejčastěji 5 bílých vajec o rozměrech 29×24 mm. Inkubuje hlavně samice po dobu 20–21 dní. Ptáčata krmí oba rodiče. Ve věku kolem dvou týdnů ptáčata začnou přilézat k okraji hnízdní dutiny, kde přijímají od rodičů potravu. Vylétnutí z hnízda se většinou dožijí jen 2 nebo 3 ptáčata. K prvnímu letu dochází ve stáří 26–27 dní, avšak rodiče je přikrmují po dalších 7–10 dní.

## Ohrožení
Ledňáček posvátný patří k jednomu z ptačích druhů, který se dobře přizpůsobil na změny v krajině, které s sebou přinesl člověk. I když se jedná o lesní druh ledňáčka, v oblibě má hlavně lesní okraje, kterých s kácením lesů přibylo. Ledňáček těží i z výsadby v okolí řek a cest, které mu poskytují ideální hnízdní stanoviště. S oblibou také vysedává na lidských stavbách jako jsou dráty vysokého napětí. Mezinárodní svaz ochrany přírody druh hodnotí jako málo dotčený se vzrůstající populací.